# 福知山市佐藤太清記念美術館
福知山市佐藤太清記念美術館（ふくちやましさとうたいせいきねんびじゅつかん）は京都府福知山市にある美術館。

## 概要
福知山市出身で文化勲章を受章した日本画家・佐藤太清の作品を中心に展示。日展、日春展等の出品画のほかに、素描、スケッチブック等幅広く収蔵。二階展示室では実際に制作で使用した画材等を用いた画室（アトリエ）の再現がある。一階売店ではミュージアムグッズも購入できる。
福知山城公園の入口にあり、城の外観（隅櫓風城郭建築様式）をした美術館である。
福知山城を築いた明智光秀が2020年（令和2年）のNHK大河ドラマ『麒麟がくる』の主人公となったことで、同年1月11日から2021年（令和3年）2月7日までの1年あまり、館内に「福知山光秀ミュージアム」が設置された。

## 展示
- 収蔵品展 - 佐藤太清の収蔵作品を四季等のテーマに沿って展示。
- 特別展 - 佐藤太清門下生の作品を展示。
- 公募展 - 福知山市佐藤太清賞公募美術展の上位入賞作品を展示。

## 主な収蔵作品

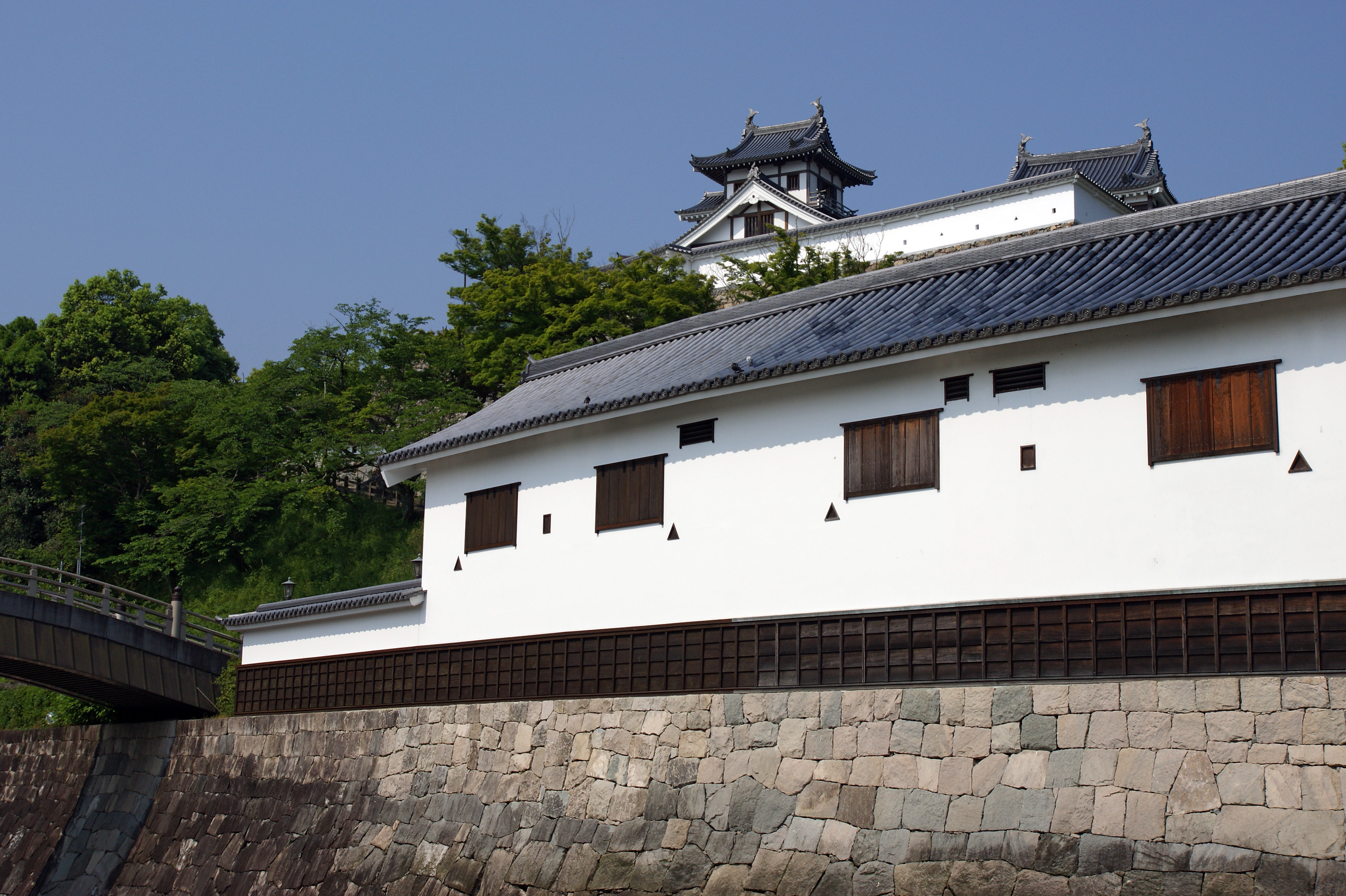
美術館、背後に福知山城天守

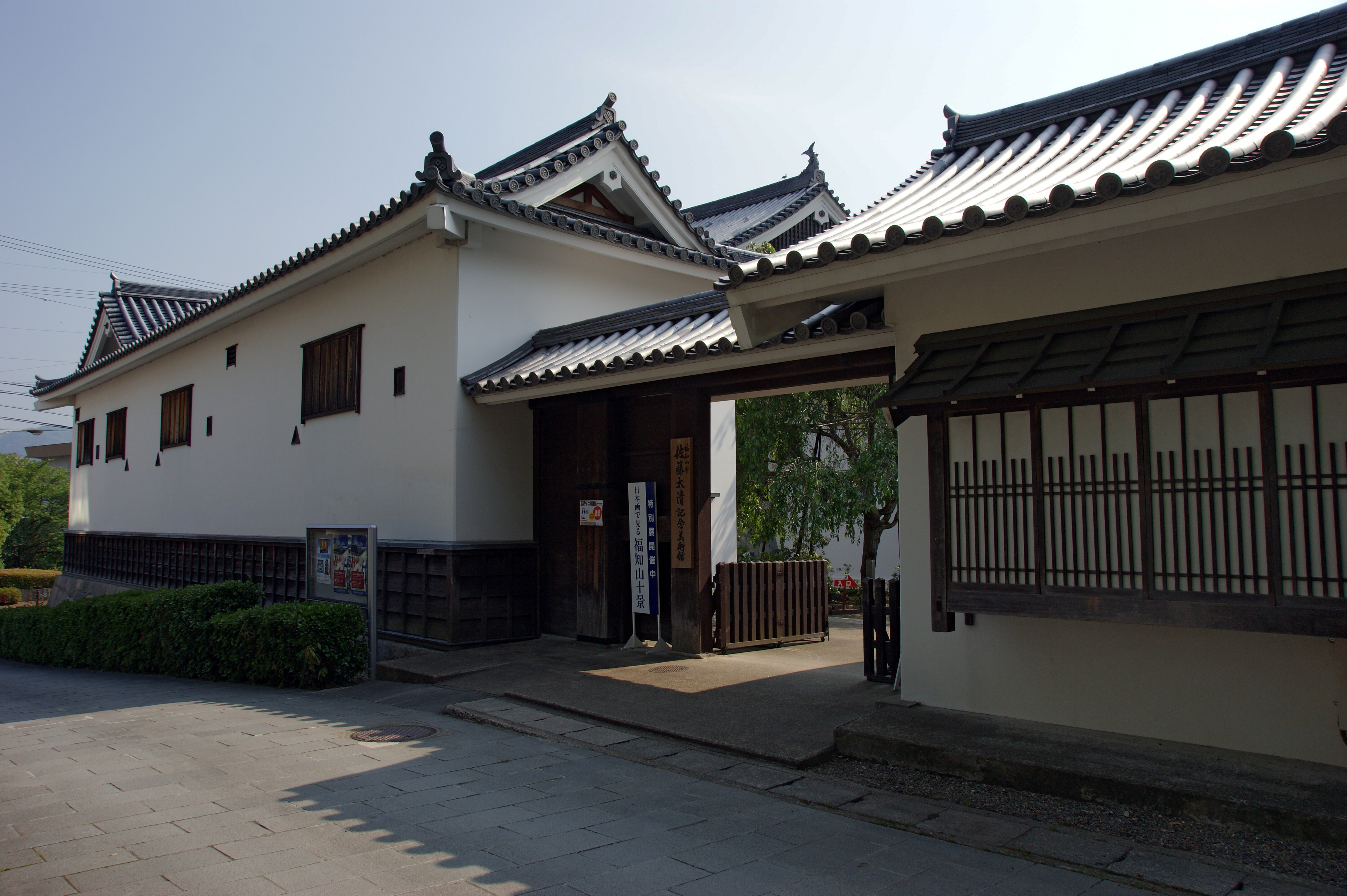
長屋門の玄関

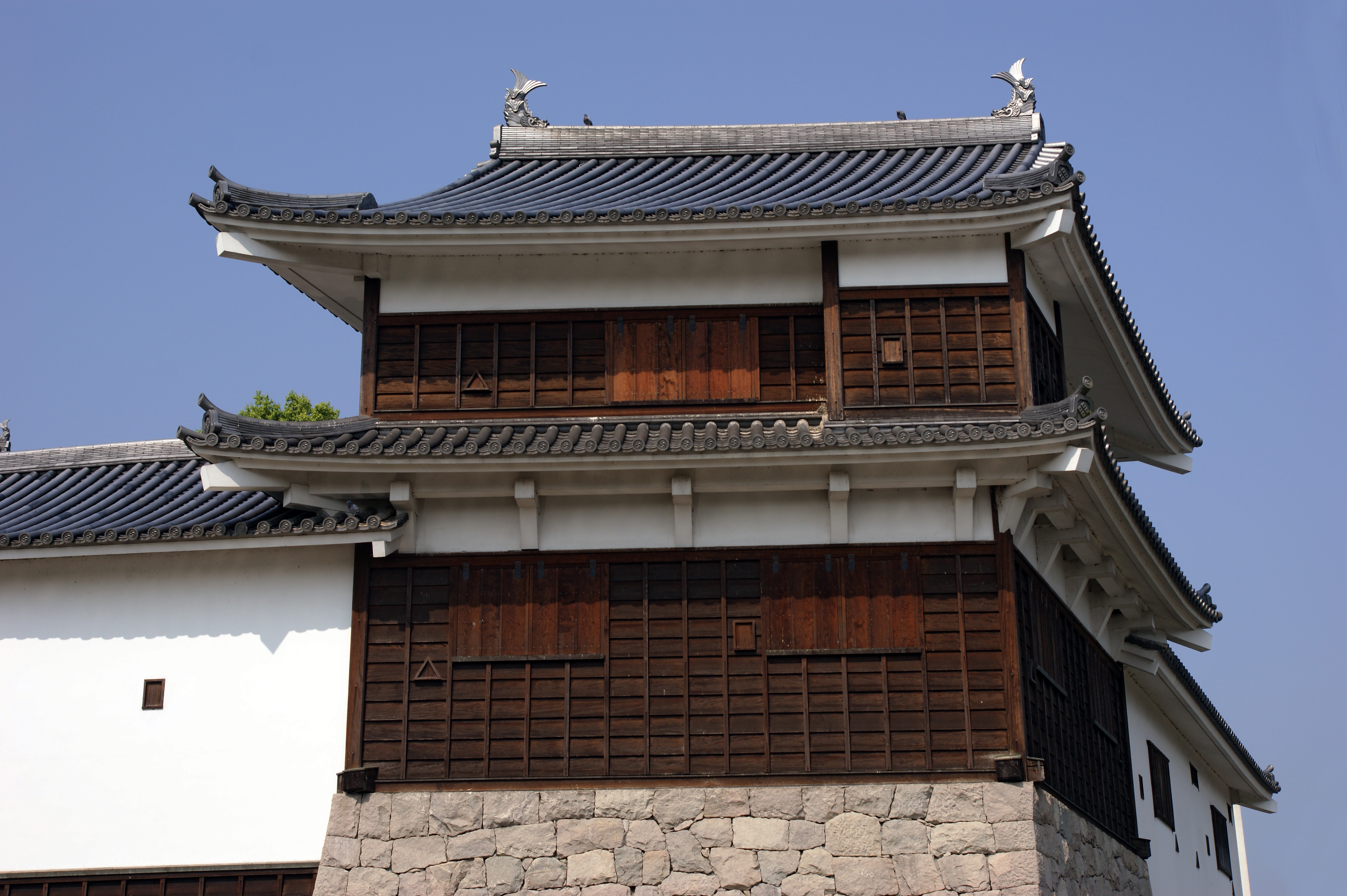
隅櫓を模した部分

- 潮騒 （1965年）
- 清韻 （1973年）
- 蓮 （1976年）
- 最果の旅 （1983年）
- 旅雁 （1989年）
- 行雲帰鳥 （1992年）
- 佐田岬行 （1993年）

## 施設案内
- 開館時間

午前9時～午後5時（入館は午後4時30分まで）
- 休館日

毎週火曜日（祝日の場合は翌日）
12月28日～12月31日、1月4日～1月6日

## 交通アクセス
- JR福知山線・山陰本線・京都丹後鉄道 福知山駅 徒歩15分

## 周辺情報
- 福知山城
- 明智藪
- 御霊神社
- 松村家住宅（京都府指定文化財）
- 丹波生活衣館
- 福知山市役所
- 福知山市武道館